# Макрожиття
«Макрожиття: мобільна утопія» (англ. Macrolife: A Mobile Utopia) — науково-фантастичний роман американського письменника Джорджа Зебровського, опублікований 1979 року.

## Представлення роману
До 2021 року країни Землі перебувають у (відносному) спокої, і навіть колись бідніші країни починають користуватися стабільними політичними та економічними режимами. Винахід надміцного матеріалу під назвою Булерит частково сприєяє цьому, а також дозволяє Землі нарешті започаткувати зростаючу космічну промисловість. Однак розгортаються події, в результаті яких перша колонія «Макролайф» покидає Сонячну систему в пошуках ближчих зірок.

## Пояснення назви роману
Вчений Дендрідж М. Коул винайшов термін «макрожиття» у своїй книзі «Найвище людське суспільство» 1961 року, хоча ідея використання астероїдів як мобільних «суспільних контейнерів» є поширеною темою в науці та науковій фантастиці.
Коул визначив «макрожиття» як «життя в квадраті на клітину», тобто «Макрожиття — це те для людини, що людина для клітини». У романі Зебровський розглядає «Макрожиття» як відкрите, розширене об’єднання органічного, кібернетичного та машинного інтелекту (людського та інопланетного) з космічним польотом як засобом поширення

## Сюжет
Роман поділений на три основні розділи.
(I) Сонце: 2021 ... Сім'я/корпорація Булеро, винахідники та маркетологи компанії Булеріт, яка використовується для будівництва величезних міст, в яких розміщені мільйони людей Землі (і колоній), знаходяться на вершині свого впливу та багатства. На жаль, занадто пізно виявляє, що речовина є невід'ємною, оскільки через деякий час вона дестабілізується і самознищується з вражаючими результатами.. Поступово весь булерит на Землі, а також у і в космічних колоніях по всій Сонячній системі стає нестабільним, що викликає руйнування та масову загибель.
Руйнування спричиняє війну з колоніями Землі на зовнішніх планетах, з якими існувала боротьба за контроль над Сонячною системою. Багато ракет з ядерним боєголовками вибухають на Землі, що сприяє дестабілізацію булериту. Поєднання булериту та ядерних вибухів спричинило появу таємничої радіаційної оболонки, яка огорнула Землю. Усі люди на планеті вважаються мертвими.
Перед цим остаточним спустошенням багатьом біженцям вдається втекти до Місяця, Марса та Астерома, колонії, яка обертається навколо розробленого астероїда в точці Місяця L5. Серед біженців — більшість родини Булеро, які потрапляють на Астером.
Керівництво Астерому зараз стикається з декількома серйозними викликами: подолати наплив біженців, позбавитися будь-якого булериту, який використовується при будівництві Астерому, консолідувати свої ресурси зараз, коли Земля більше не може забезпечувати їх готовою продукцією, та стримувати все агресивнішим спробам зовнішні колонії та залишкам уряду Землі взяти під контроль та пограбувати Астером.
Єдиним шляхом виживання Астерому виявляється рух, тому керівництво колонії вирішує, що вихід із Сонячної системи є найкращим реальним варіантом для забезпечення короткочасного виживання Астерому, а також для того, щоб забезпечити виживання людства у разі руйнування Сонячної системи внаслідок знищення булериту та війни.
Відкинувши всі спроби зупинити їх, Астерому нарешті вдається покинути Сонячну систему, прямуючи до Альфи Центаври, найближчої зірки.
(II) Макрожиття 3000 ... Тисячу років потому Астером виріс, додавши навколо себе концентричні шари оболонок, і тепер він приймає мільйони людей і кібернетичних організмів Людства II.
Винахід двигунів, які можуть перевищувати швидкість світла, дозволило колонії досліджувати космічну даль; друга частина виявляє, що вони вивчають планету, яка обертається навколо зірки Праесепе за 500 світлових років від нас. Джон Булеро, молодий клон одного з перших Булеро, вирішує побачити, як виглядає життя на планеті, і деякий час живе серед тубільців, нащадків людської колонії, які повернулася до дикості. Його переживання, хоча й трагічні, дозволяють Джону зростати як особистості.
Зрештою, Астером повертається до Сонячної системи, щоб побачити, як там розгортаються події. Їх прибуття збігається з першою зустріччю людей з розумним чужопланетним видом, який сам експериментує з макрожиттям, і разом вони починають процес змішування та подальшого позширення у Всесвіті.
(III) Мрія Часу... Минуло сто мільярдів років, і тепер макрожиття є домінуючою культурою у всьому Всесвіті, яка на цьому етапі починає стискатися до останньої смертної кари. Більшість життя існує у формі гіперперсональної сукупності; злиття особин усіх видів. Сукупність знову індивідуалізує Джона Булеро, щоб допомогти їм вирішити проблему того, як макрожиття може вижити після загибелі Всесвіту. Зрештою, вони виявляють багатьох тих, хто вижив у макрожитті з багатьох попередніх циклів Всесвіту, і які допомагають їм підкорити сам час.

## Подальші події
Про цей же вигаданий світ написади ще декілька книг:
- «Видозмінена ніч» та «Придорожній світ», дві романи, опубліковані 1978 року, «розміщені в запланованій мозаїці макрожиттєвих оповідань, ессе, повістей і романів». «Придорожній світ» (частина проекту спільного всесвіту, створеного Полом Андерсоном) — також називала главу роману.
- Роман «Макрожиття та в майбутньому» опублікований на сторінках «Емейзін сторіз» 1993 року. Також став назвою його збірки оповідань з 10 творів 2002 року (ISBN 0-7862-4687-1).
- 1999 року Джордж Зебровський написав «Печеру зірок», події якої розгортаються в тому ж Всесвіті, що й «Макрожитя» (хоча і не є продовженням).

## Головні герої «Макрожиття»
- Ричард Булеро: головний герой.
- Джек Булеро: батько Ричарда, очільник Імперії Булеро.
- Джанет Булеро: мати Ричарда.
- Семюел Булеро: дядько Ричарда
- Ортон Блекфрая : адвокат; губернатор Нью-Мехіко.
- Марго Торен: дівчина Ричарда, згодом — його дружина.
- Джон Булеро: Клон Семюела Булеро.
- Роб Вілер: клон Джона Булеро.
- Анулка: дружина Джона Булеро на планеті Леа.
- Томас Блекфар: нащадок роду Блекфраяр на планеті Леа.

## Видання
- 1979, USA, Harper & Row (ISBN 0-06-014792-X), Дата публікації ? ? 1979, тверда обкладинка (перше видання)
- 1980, UK, Orbit / Futura Pubns (ISBN 0-7088-8060-6), Дата публікації ? травень 1980, м'яка обкладинка
- 1981, USA, Avon (ISBN 0-380-55483-6), Дата публікації ? ? 1981, м'яка обкладинка
- 1990, USA, Easton Press (ISBN ?), Дата публікації ? ? 1990, тверда обкладинка
- 2006, USA, Pyr (ISBN 1-59102-340-8), Дата публікації 2 січня 2006, тверда обкладинка
- 2006, USA, Pyr (ISBN 1-59102-341-6), Дата публікації 2 січня 2006, м'яка обкладинка